# Anna von Maydell
Anna Elisabeth Baronesse von Maydell (* 25. Oktoberjul. / 6. November 1861greg. in Sankt Petersburg; † 30. Juli 1944 in Schwetz) war eine deutsch-baltische Malerin und Designerin.

## Leben
Anna von Maydell war 1885 bis 1890 Schülerin von Franz Deppen in Reval und 1915 bis 1917 bei Eric Ehrström in Helsinki. 1930 befand sich eine Parklandschaft von ihr im Dommuseum von Tallinn. Als Kunstgewerblerin fertigte sie auch Treibarbeiten in Metall. Für das 1904 von ihr gemeinsam mit Magda Luther, Lilly Walther und Ebba Weiss gegründete Atelier für Kunstgewerbe in Reval entwarf sie auch Möbel.

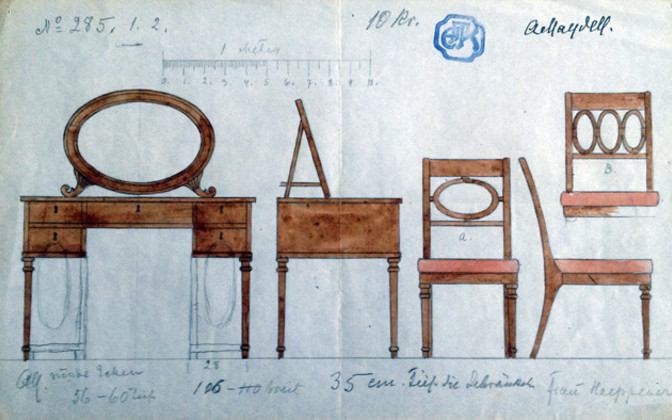
Möbelentwurf

Eine Reihe ihrer Entwürfe sowie einige Silberarbeiten konnte das Estnische Museum für Angewandte Kunst und Design (Eesti Tarbekunsti- ja Disainimuuseum) in Tallinn 2014 von einem finnischen Sammler erwerben.